# 妙济桥
妙济桥，位于中华人民共和国浙江省湖州市吴兴区东林镇，是浙江省省级文物保护单位之一。
2017年1月13日，妙济桥被列入第七批浙江省文物保护单位，该文物保护单位是一座古建筑。